# موش مقدونیه
 موش مقدونیه(نام علمی: Mus macedonicus) نام یک گونه از سرده موش است.